# Цитадела
Цитадела (на италиански: citadella, означаващо малък град) е вътрешно укрепление, намиращо се в границите на по-голяма крепостна система. Цитаделата е вътрешна крепост в укрепен град.
Представлява силно укрепен квартал за седалище на местната власт (често със замък на местния владетел) в град, защитен с крепостни стени.
За пример в България може да се посочи крепостта Баба Вида във Видин, около която е израснал древният град Бдин, опасан от външен ров с вода и крепостни стени (днешният квартал Калето) с 13 капии (каменни порти) – 7 към сушата и 6 към р. Дунав. Кремъл е пример за такава крепост в Средновековна Русия.
Цитаделата има самостоятелна отбрана и служи за последен опорен пункт в случай на завладяване и падане на по-голямата крепост. Трябва да е достатъчно обширна, за да може да помести целия местен гарнизон. Важно е също да има възможност за съхраняване на достатъчно количество от най-необходимите запаси (боеприпаси, вода, храна) в случай на обсада.